# Стовбур, Александр Григорьевич
Александр Григорьевич Стовбур (15 мая, 1943, Омск, СССР — 4 июня 2019, Одесса, Украина) — украинский художник, мастер абстрактного минимализма. Один из активных участников одесского нонконформистского движения. Заслуженный художник Украины.

## Биография
Александр Стовбур родился 15 мая 1943 года в Омске.
В 1960-е годы в Одессе молодые художники А. Ануфриев, В. Стрельников, В. Басанец, Л. Ястреб, В. Маринюк, впервые в Украине начинают "нонконформистские", неприемлемые для господствующих тогда эстетических вкусов и взглядов, традиции изобразительного искусства. Художники разворачивали, прежде всего, собственную художественно-эстетическую оппозицию к ангажированному государством искусству. Во время прохождения военной службы в Одессе, Александр Стовбур сближается с членами этой группы. Именно в этот период начинают формироваться творческие и мировоззренческие основы художественного языка Александра Стовбура.
В 1971 году окончил Одесское художественное училище имени М. Б. Грекова. Его преподавателем живописи был Л. Лукин.
С 1973 года начинает выставочную деятельность, активно принимая участие в неофициальных "квартирных" выставках, проходивших в квартирах-мастерских художников. В то время круг единомышленников распространяется и в состав группы, кроме Александра Стовбура, присоединяются Владимир Цюпко, Валентин Хрущ, Станислав Сычёв, Руслан Макоев, Евгений Рахманин, Игорь Божко.
В 1987 художник становится членом Союза художников СССР, впоследствии Национального союза художников Украины.
В 1990-е годы к составу группы присоединяются Сергей Савченко, Василий Сад, Николай Степанов. Сначала группа выступает под названием "Путь". В 1992 году Александр Стовбур выступает одним из основателей художественной галереи "Човен", а в 1998 — творческого объединения «Мамай».
С 1991 года — почетный член Киево-Могилянской академии.
В 2013 году художник получает звание "Заслуженный художник Украины".
Александр Стовбур умер 4 июня 2019 года в Одессе.

## Цитаты
...Цвет — это уже идея, сюжет, он имеет самоценность. Нельзя смешивать литературу и живописное искусство. Если четко решена задача, то есть правильно размещена и определена цветовая среда, цвет как живописная структура, способен говорить сам.
— Александр Стовбур, художник

## О художнике
Его тактильные абстракции — медитативная форма самоуглубления.
— Богдан Мысюга, искусствовед

## Выставки
Александр Стовбур принимал участие в неофициальных "квартирных" выставках 1970-х годов; в неофициальной выставке «Современное искусство из Украины. Мюнхен–Лондон–Нью-Йорк–Париж» (1979). С конца 1980-х годов принимает участие в выставках современного искусства в Украине и за ее пределами.

## Коллекции

#### Музейные коллекции[2]
- Национальный художественный музей Украины (Киев, Украина)
- Киево-Могилянская академия (Киев, Украина)
- Одесский художественный музей (Одесса, Украина)
- Музей современного искусства Одессы (Одесса, Украина)[9]
- Ивано-Франковский областной художественный музей (Ивано-Франковск, Украина)
- Хмельницкий музей украинского современного искусства (Хмельницкий, Украина)

#### Частные коллекции
- Галерея современного искусства NT-Art (Одесса, Украина)[6]
- Grynov Art Collection[2]

## Премии
- 2010 — Лауреат первого всеукраинского триеннале абстрактного искусства «АРТ-АКТ»[10]
- 2006 — Лауреат международной художественной выставки «Высокий замок»[2]
- 1993 — Лауреат Международной биеннале «Импреза-93» в категории живопись[1][2].